# غاري كولينز
غاري كولينز هو سياسي كندي، ولد في 23 أغسطس 1963 في موسجاو في كندا. حزبياً، نشط في BC United ‏.